# Patrick Perret
Patrick Perret (La Rochelle, 6 novembre 1953) è un ex ciclista su strada francese.
Professionista dal 1975 al 1984, vinse una tappa al Critérium du Dauphiné Libéré 1982.

## Palmarès
- 1973 (dilettanti)

Grand Prix de France (Nantes, cronometro)
- 1974 (dilettanti)

Grand Prix de France (Nantes, cronometro)
5ª tappa Grand Prix Tell (Lauterbrunnen > Huttwil)
- 1976 (Miko, due vittorie)

5ª tappa Étoile de Bessèges (La Grande-Motte > Bessèges)
2ª tappa Grand Prix du Midi Libre (Francia > Villefranche-de-Rouergue)
- 1982 (Peugeot, due vittorie)

3ª tappa Critérium du Dauphiné Libéré (Saint-Chamond > Digoin)
Tour d'Indre-et-Loire

## Piazzamenti

### Grandi Giri
- Giro d'Italia

1977: 25º
- Tour de France

1975: ritirato (20ª tappa)
1976: ritirato (15ª tappa)
1977: non partito (20ª tappa)
1978: 29º
1979: ritirato (15ª tappa)
1980: 71º
1981: 44º
1982: 48º

### Classiche monumento
- Giro delle Fiandre

1981: 27º
- Parigi-Roubaix

1981: 36º
- Liegi-Bastogne-Liegi

1976: 22º

### Competizioni mondiali
- Campionati del mondo su strada

Montréal 1974 - In linea dilettanti: 14º